# The Evermoor Chronicles
The Evermoor Chronicles is een Britse jeugdtelevisieserie geproduceerd door Lime Pictures en uitgezonden op Disney Channel. De serie telt twee seizoenen en 36 afleveringen.
De serie begon op 10 oktober 2014 op Disney Channel (UK and Ireland). Vanaf februari 2015 was het eerste seizoen te zien bij de Nederlandstalige Disney Channel.
The Evermoor Chronicles heette oorspronkelijk "Evermoor" en was oorspronkelijk een miniserie (film) maar werd in 2015 een serie.
Een tweede seizoen met 12 afleveringen werd uitgezonden in de lente van 2017. In februari 2018 waren er geen plannen voor een derde seizoen.

## Verhaal
De serie gaat over Tara Crossley, een Amerikaanse tiener die met haar moeder, haar broertje Jake, stiefvader, stiefbroer Seb en stiefzus Bella verhuist vanuit de Verenigde Staten naar een Engels dorpje genaamd Evermoor. Tara ontmoet Cameron, een lieve jongen die ook in het dorp woont, Tara en Bella worden allebei verliefd op hem en Seb ontmoet Sorsha, ook een lief meisje van het dorp en is de laatste Everine geworden. Tara vindt in haar nieuwe grote huis een magisch wandkleed waar Everines de toekomst ermee kunnen voorspellen en Tara ontdekt ook dat haar "dode" tante Bridget haar heeft vertelt dat zij de Opper-Everine is en dat zij alleen de toekomst kan maken en niet alleen voorspellen...

## Everines
Everines zijn dames met paarse mantels aan en kunnen met behulp van gouden draad, de toekomst voorspellen op het wandkleed. 

### De opper-everine
Er is maar één opper-everine en die alleen kan de toekomst maken op het wandkleed.

## Rolverdeling
| Acteur                 | Personage                       | Seizoenen | Seizoenen |
| Acteur                 | Personage                       | 1         | 2         |
| ---------------------- | ------------------------------- | --------- | --------- |
| Naomi Sequeira         | Tara Crossley                   | X         |           |
| George Sear            | Sebastian "Seb" Crossley        | X         |           |
| Finney Cassidy         | Cameron Marsh                   | X         | X         |
| Georgia Lock           | Bella Crossley                  | X         | X         |
| Georgie Farmer         | Jake Crossley                   | X         | X         |
| Jordan Loughran        | Sorsha Doyle                    | X         |           |
| Clive Rowe             | Burgemeester Chester Doyle      | X         | X         |
| Alex Starke            | Ludo Carmichael                 | X         | X         |
| Margaret Cabourn-Smith | Huishoudster Crimson Carmichael | X         | X         |
| Sharon Morgan          | Esmerelda Dwyer                 | X         |           |
| Georgie Glen           | Tante Bridget                   | X         |           |
| Sammy Moore            | Otto                            | X         | X         |
| India Ria Amarteifio   | Lacie Fairburn                  | X         | X         |
| Ben Radcliffe          | Iggi                            |           | X         |
| Scarlett Murphey       | Alice Crossley                  |           | X         |
| Ben Hull               | Jed Crossley                    |           | X         |
| Christopher Brand      | Davorin                         |           | X         |

## Afleveringen
| Seizoen   | Afleveringen | Uitgezonden     | Uitgezonden     | Uitgezonden      | Uitgezonden      |
| Seizoen   | Afleveringen | Start seizoen   | Seizoensfinale  | Start seizoen    | Seizoensfinale   |
| --------- | ------------ | --------------- | --------------- | ---------------- | ---------------- |
| miniserie | 4            | 10 oktober 2014 | 31 oktober 2014 | 21 februari 2015 | 14 maart 2015    |
| 1         | 20           | 9 november 2015 | 28 maart 2016   | 13 maart 2016    | 22 februari 2017 |
| 2         | 12           | Lente 2017      | Zomer 2017      | 10 augustus 2017 | 21 augustus 2017 |